# أنبلي-فلوري
أنبلي-فلوري هي بلدية فرنسية تقع في إقليم الأردين في منطقة غراند إيست.   